# ولاية أدم
ولاية أدم، ولاية عمانية إحدى ولايات محافظة الداخلية (سلطنة عمان) بسلطنة عمان، نشأ فيها العديد من الشخصيات العمانية البارزة منهم الإمام أحمد بن سعيد مؤسس الدولة البوسعيدية. تعد ولاية أدم نقطة انطلاق إلى محافظة ظفار وتحيط بها البساتين التي ترويها الأفلاج.
سميت الولاية بهذا الاسم نسبة إلى (أديم الأرض) وهو شكل سطح الأرض وهناك معنى آخر لاسمها وهو الأرض الخصبة الواقعة وسط الصحراء ويسميها عامة الناس (الساكبية) لخصوبتها على مدار العام من ناحية، وتدفق الضيوف عليها من ناحية أخرى.
يقدر عدد سكانها بحوالي 20 الف نسمة.

## المساحة والموقع
تقدر المساحة الكلية للولاية بحوالي 15 ألف كلم2، يغلب على تربتها اللون البني لاحتلال الصحراء مساحة كبيرة منها ويقطنها من البدو الرحل سعيا وراء الكلأ والمرعى.
وتقع ولاية أدم في أقصى جنوب محافظة الداخلية وتعتبر بوابتها الرئيسية من الجنوب، وبحكم موقعها الاستراتيجي فان طريق (نزوى - صلالة) الذي يعد شرياناً حيوياً يمر في وسطها وتبعد عن محافظة مسقط بحوالي 225 كلم وعن محافظة ظفار بحوالي 860 كلم وعن ولاية نزوى بحوالي 76 كم ويحدها من الشمال ولايتا نزوى ومنح ومن الجنوب ولايتا هيما ومحوت من الشرق ولاية المضيبي ومن الغرب ولايتا بهلا وعبري.

## تاريخ الولاية
قال عنها ياقوت الحموي في كاتبه معجم البلدان «أدم بفتح أوله وثانيه من نواحي عمان الشمالية» كانت أدم مركزا لالتقاء القوافل التجارية الاتية من الشام وبالعكس في زمن الجاهلية. وتذكر المصادر أن حارة بني شيبان كانت مركزاً لهؤلاء التجار ويعزز ذلك العثور على آثار أثناء إعادة ترميم أحد المساجد بالقرب من المنطقة مثل السيوف والجحال والخروس يعود تاريخها إلى زمن اليعاربة.
ارجع إلى كتاب ادم عبر تاريخ

## القرى التابعة
يبلغ عدد القرى التابعة لولاية أدم حوالي 59 قرية، (24) منها تقع داخل مركز الولاية أهمها مناطق حارة بني شيبان والرحبة والسليل والجامع وحصن الهواشم والروغة وحلة العواصم والنهضة والعلاية والقلعة والشعبية والسميرات وحارة بني وائل..والمختبية,, وحارة العانب وحي الساكبية والبيسيتين.
والقرى التي تقع خارج مركز الولاية عددها (35) قرية أهمها صنعاء والصامتي والحاجر والحديثة وقرن العلم والغيظرانة ووادي حلفين والحقف ورأس الجبل والغبيطة.

## شخصيات بارزة
خرجت من الولاية العديد من العلماء البارزين في التاريخ العماني:
- أحمد بن سعيد البوسعيدي جد الأسرة المالكة ومؤسس دولة البوسعيد ورحل منها إلى ولاية صحار ولايزال منزله قائما حتى الآن.
- درويش بن جمعة المحروقي مؤلف كتاب (الدلائل في اللوازم والمسائل) الذي ولد في منطقة الروغة وتوفي بها ودفن في المقبرة المسماة باسمه
- أ.بدر البوسعيدي معلم مادة العلوم و مؤلف الإختبار القصير الأول و الثاني للصف السادس ،حصل على شهادة شكر وتقدير في مدرسة أدم للتعليم الأساسي
- الأستاذ كمال معلم حاسوب متميز وقد شرح لمئات الطلاب في المدرسة مدرسة أدم للتعليم الأساسي

## المعالم التاريخية
يعد مسجد الجامع الذي شيد في عهد الأزد عام 717هـ الكائن في منطقة جامع البوسعيد تحفة معمارية ومعلما للتقدم الفني في مجال الهندسة المعمارية ودليلا على اهتمام الإنسان العماني بالمساجد في كافة أرجاء الغبيراء ومسجد المهلبية بنت أبي صفرة ومسجد الرحبة ومسجد الغريقة ومسجد الهواشم ومسجد الشابنة ومسجد الروغة، كما ان الولاية تتميز بوجود عدد من الحارات القديمة والمبنية بالطين بتصاميم هندسية بديعه جعلتها تقف صامدة امام القوى الطبيعية ومن أهم هذه الحارات (حارة بني شيبان)و (حارة الجامع) و(حارة الهواشم) و(حارة مبيرز) و(حارة المجابرة).

### الحارات القديمة
حَارة بَنِي شَيبَانْ:
حَيث تُعدّ هَذه الحَارة أقدم حَارات الوِلايَة وَأعرَقُها، والتي يعيش فيها الشيخ أحمد بن زكريا الشيباني
، كَما أَن بِهذه الحَارة سُوقْ قَدِيمْ شَامخ كَأنت تَمرّ بِه قَوافِل رِحلَة الشّتاء وَالصّيفْ..
حَارة البُوسعِيدْ:
مِن الحارَات العرِيقَه فِي الوِلاية الّتي وُلِدَ فِيها مُؤسس دَولَة البُوسعيدْ.
حارة المجابرة : وهي من اعرق حارات الولاية ويقف (برج المجابرة) شامخا فيها وقد تم بناؤه في القرن الثامن عشر
حارة مبيرز : من اقدم الحارات واكثرها جمالا معماريا ويسبقها مسجد الرحبة المعروف في الولاية ويقف (برج الرحبة) شامخا فيها
حارة السوق : تميزت بطابعها الجميل وتضم عددا من المباني القديمة الجميلة
وَمِن الحَارَات القَدِيمَه والمَعرُوفَة فِي الوِلاية حَارة بَنِي وَائِل وَحَارة الْهَوَاشمْ التّي تَضمْ بَينْ جُدرَانِها ذِكرَياتْ وَتارِيخ يِفخرْ بِه أبنَاؤُها..

### الحصون والقلاع
يعتبر حصن أدم الذي شيد في عهد اليعاربة والذي يقع في قلب الولاية معلم تراثي متكامل حيث انشئ ليكون مقرا للحكم ومسكنا للوالي ومكانا لتدريس الشريعة
نتيجة للموقع الاستراتيجي للولاية فانها كانت تتعرض بين الحين والاخر للتحرش القبلي طمعاً في خيراتها مما جعل أهلها يقيمون القلاع هي: قلعتا فلج العين وتقعان في مشارف الولاية من الجهة الشمالية وقلعتا فلج المالح وتقعان على مشارف الولاية من جهة الغرب وجميعها تقع على رؤوس الإفلاج لمنع المعتدين من وضع أيديهم على مصادر مياه الولاية.
الابراج
تتنوع التحصينات الدفاعية القديمة بولاية أدم في محافظة الداخلية ما بين أبراج لمراقبة الأفلاج، ودراويز، وبوابات على مداخل الحارات، إضافة إلى الأبراج والأسوار التي تحيط بحارات الولاية.
وتعد الأبراج المبنية بالطين أو الصاروج العماني أو بالمادتين معا شاهدا على الموروث المعماري للولاية، حيث تم تسجيل قرابة 34 برجا في مناطق الولاية المختلفة، ولا يزال بعضها قائما حتى وقتنا الحاضر، ومن الابراج :
- برج الرحبة
-برج المجابرة

### المقابر
توجد بالولاية العديد من المقابر من أهمها مقبرة العيدين التي تقع شرق حارة بني شيبان والذي دفن فيها الشيخ درويش بن جمعة المحروقي ومقبرة العقيق ومقبرتا الزبار ومقبرة الشرم.